# Escolca
Escolca (Iscroca in sardo) è un comune italiano di 539 abitanti della città metropolitana di Cagliari, situato ai piedi della Giara di Serri.

## Storia
L'area fu abitata già in epoca prenuragica e nuragica, e successivamente in epoca romana della quale restano alcune rovine sepolcrali.
Nel Medioevo appartenne al giudicato di Cagliari e fece parte della curatoria di Siurgus. Alla caduta del giudicato (1258) passò sotto il dominio pisano e successivamente (1323) sotto il dominio aragonese, feudo dei Carroz, conti di Quirra. Fu poi annesso al marchesato di Mandas, trasformato nel 1603 in ducato, feudo prima dei Maza e poi dei Tellez-Giron, ai quali fu riscattato nel 1839 con la soppressione del sistema feudale.
Ai sensi della Legge Regionale n. 9 del 12 luglio 2001, che ha previsto l'istituzione delle nuove province sarde, il comune di Escolca, che era in provincia di Nuoro, avrebbe dovuto essere aggregato alla neonata provincia del Medio Campidano; con successiva Legge Regionale n. 10 del 13 ottobre 2003 si stabilì invece che passasse a quella di Cagliari, di cui fece parte fino alla successiva riforma del 2016.

### Simboli
Lo stemma e il gonfalone del Comune di Escolca sono stati concessi con decreto del presidente della Repubblica del 21 settembre 2004.
(D.P.R. 21.09.2004 concessione di stemma e gonfalone)
Il gonfalone è un drappo di bianco.

## Società

### Evoluzione demografica
Abitanti censiti

### Lingue e dialetti
La variante di sardo parlata a Escolca è il campidanese occidentale.

### Tradizioni e folclore
Di particolare interesse è la festa di San Simone, che si svolge nel villaggio disabitato di San Simone, solitamente nel fine settimana successivo alla domenica di Pentecoste.

## Geografia antropica
Il territorio comunale comprende anche l'isola amministrativa di San Simone, avente una superficie di 3,87 km².

## Economia
L'economia del paese si basa sull'agricoltura, con coltivazioni di carattere cerealicolo e soprattutto olivicolo, mentre è molto meno diffusa la pastorizia. L'artigianato tipico è costituito da antichi telai per stoffe tradizionali e impagliatori di cesti.

## Amministrazione
| Periodo         | Periodo         | Primo cittadino | Partito                                | Carica  | Note |
| --------------- | --------------- | --------------- | -------------------------------------- | ------- | ---- |
| 1º giugno 2015  | 26 ottobre 2020 | Eugenio Lai     | Lista civica "Per un'Escolca migliore" | Sindaco |      |
| 26 ottobre 2020 | in carica       | Eugenio Lai     | Lista civica "Per un'Escolca migliore" | Sindaco |      |

## Sport
Il paese ha avuto una squadra di calcio a 5, l'Escolca C5, che militava nel campionato di Serie D girone B sardo, la società era rappresentata anche a livello femminile.